# Artis Rasmanis
Artis Rasmanis (28. juli 1971) er en lettisk tidligere passager i sidevognscross og femdobbelt verdensmester sammen med motocrosskøreren Kristers Serģis.
Rasmanis deltog som passager for Kristers Serģis ved VM i sidevognscross i årene fra 1992 til 2002. Det lykkedes dem at blive verdensmestre i årene 1997, 1998, 2000, 2001 og 2002, og de opnåede en sølvmedalje i 1999. Rasmanis ophørte med at deltage i sidevognscross efter sejren i 2002. Rasmanis virker i dag som iværksætter med egen virksomhed, og er desuden valgt deputeret for Tautas partija (Folkepartiet) ved rådet for Cēsu novads.
Artis Rasmanis er siden den 29. oktober 1997 Kommandør af Trestjerneordenen.